# Jyrki Katainen
Tapani Jyrki Katainen (sinh ngày 14 tháng 10 năm 1971) là Chủ tịch Đảng Liên hiệp dân tộc Phần Lan (Kokoomus) và là đương kim Bộ trưởng Bộ Tài chính kiêm Phó Thủ tướng Chính phủ Phần Lan. Katainen đã trở thành một thành viên của hội đồng thành phố Siilinjärvi vào năm 1993. Ông được bầu làm nghị sĩ Quốc hội Phần Lan (Eduskunta) từ hạt Bắc Savonia vào năm 1999, từng là Phó Chủ tịch của đảng của ông từ năm 2001, trở thành lãnh đạo của họ trong năm 2004. Trong cuộc bầu cử nghị viện năm 2007, Liên minh dân tộc dẫn đầu bởi Katainen đã giành vị trí thứ hai từ Đảng Dân chủ xã hội. Katainen đã trở thành Bộ trưởng Bộ Tài chính kiêm Phó Thủ tướng trong nội các mới với Trung tâm Liên minh dân tộc, Đảng xanh, và đảng Nhân dân Thụy Điển. Vào tháng năm 2008, Thời báo Tài chính bầu chọn Katainen là bộ trưởng tài chính tốt nhất ở châu Âu.
Trong tháng 3 năm 2003, ông được bầu làm Phó Chủ tịch Đảng Nhân dân châu Âu (EPP) cho một nhiệm kỳ ba năm. 
Đảng Liên minh dân tộc nổi lên là đảng lớn nhất trong cuộc bầu cử quốc hội năm 2011 và Katainen dự kiến sẽ trở thành Thủ tướng kế tiếp của Phần Lan.